# هيكوبا
هيكوبا هي ملكة طروادة وزوجة بريام وابنة ملك فريجيا ديماس أو كيسيوس أو إله النهر سانغاريوس، وفقا لهوميروس فقد كانت أما لتسعة عشر من أبناء بريام الخمسين، وعند سقوط طروادة وموت بريام سجنها اليونانيون، وقرها تم شرحه في حكايات كثيرة وكثير منها تربطها مع رأس كينوسيما الصخري على مضيق الدردنيل، ووفقا ليوربيديس في مسرحيته هيكوبا أن ابنها الأصغر بوليدوروس وضع تحت رعاية بوليمستور ملك تراقيا خلال الحصار. وعندما وصلوا إلى لأرض ثراقيا اكتشفت أن ابنها قتل فانتقمت من بوليمستور بأن قلعت عينيه وقتلت ابنيه وعفا عنها أجاممنون لاحقا.
ولكن كما تنبأ بوليمستور فقد تحولت إلى كلب وأصبح شاهد قبرها علامة للسفن، وفقا لقصة أخرى فقد أصبحت من نصيب أوديسيوس كأمة وألقت بنفسها إلى الهيليسبونت وهو الاسم القديم للدردنيل. أو أنها أهانت سابيها بشدة فقتلوها.